# شاهو ناصری
شاهو ناصری فعالیت ورزشی خود را در سال ۱۳۸۱ در سد فشلاق سنندج در رشته کانو کانادایی که یکی از سنگین‌ترین رشته‌های قایقرانی است شروع کرد. سپس به اردوهای تیم ملی دعوت شد. او پس از شرکت در تمرینات تیم ملی در دریاچه مجموعه ورزشی آزادی و بهره گرفتن از وجود مربیان ایرانی و خارجی بعنوان کاپیتان تیم جوانان برگزیده شد.

## مسابقات
- مسابقات جهانی مجارستان
- مسابقات آسیایی مالزی
- مسابقات کاپ ۳ جهانی چین
- مسابقات غرب آسیا تهران
- المپیک آسیایی دوحه قطر

## جوایز
- کسب مدال برنز مسابقات آسیایی
- رسیدن به فینال مسابقات جهانی در رشته کانو کنادایی برای اولین بار در تاریخ قایقرانی ایران